# Київський район (Одеса)
Ки́ївський райо́н — один із чотирьох адміністративних районів міста Одеси.

## Загальні відомості
Київський район Одеси створений 30 грудня 1962 року за рахунок території Іллічівського і Приморського районів. Розташований на площі 4770 га, протяжність уздовж берега моря 12,6 км. У районі 209 вулиць загальною протяжністю понад 200 км.
Київський район вважається одним із найсучасніших в Одесі. У районі розташовані навчальні та медичні заклади, бібліотеки, санаторії, готелі, пансіонати, адміністративні будівлі та торговельні центри (супермаркети).
Основну частину району становить житлова забудова, проте є і промислові будівлі; район забудований типовими 9-16 поверховими будинками, меншою мірою 5-поверховими хрущовками, більшу частину району становить індивідуальна житлова забудова з малоповерховими будовами. В районі активно ведеться будівництво житлових і комерційних будівель висотністю до 25 поверхів.
Підприємства Київського району проводять діяльність у багатьох напрямках господарської галузі, а саме: виробництво, будівництво, гуртова і роздрібна торгівля, технічне обслуговування. Соціальна інфраструктура в районі досить розвинена.
Для дозвілля та відпочинку, гостей та мешканців міста Одеси в Київському районі розташована курортно-пляжна зона від 10 ст. Великого Фонтану до селища «Совіньйон», на якій передбачений зручний під'їзд транспорту до моря, в тому числі пляж для інвалідів, який оснащений пандусами для з'їзду на інвалідному візку. У районі вул. Дачі Ковалевського розташований пляж «Монастирський», який пристосований для купання та відпочинку дітей. На пляжно-курортній зоні також розташовані численні розважальні заклади.
До Київського району також відноситься курортний житловий масив «Чорноморка», в безпосередній близькості від якого розташоване елітне котеджне селище «Совіньйон». На території району розташований унікальний Меморіал героїчної оборони Одеси часів німецько-радянської війни, до складу якого входять музей, виставка військової техніки просто неба, батарея берегової оборони й улюблене місце відпочинку місцевих жителів — великий парк, який відмінно пристосований для дозвілля на чистому повітрі.

## Демографія
Чисельність населення Київського району становить — 256,58 тис. осіб, які є представниками 103 національностей: українців 63,3 %, росіян 30,3 %, болгар 1,2 %, євреїв 1,1 %, білорусів 0,7 %, молдаван 0,6 %, вірмен 0,4 %, грузин і поляків по 0,2 %, по 0,1 % гагаузів, німців, греків і татар.
- Чоловіки  — 120,13 тис. ос.
- Жінки — 136,45 тис. ос.

Пенсіонери, які проживають в районі, складають — 62,279 тис. ос. Чисельність громадян, які потребують допомоги та перебувають на обліку соціальних служб — 13,175 тис. ос.

## Список радянських героїв району
Герой Радянського Союзу
- Мушніков Володимир Олександрович

Герої Соціалістичної праці
- Антонова Катерина Тимофіївна
- Живонюк Марія Лук'янівна
- Колпаков Володимир Іванович
- Садовий Степан Никанорович

## Транспортні магістралі
- вул. Варненська
- вул. Довга
- вул. Дмитра Донського
- вул. Ільфа і Петрова
- вул. Михайла Комарова
- вул. Академіка Корольова
- вул. Краснова
- проспект Небесної Сотні
- вул. Фонтанська дорога
- вул. Свободи проспект
- вул. Люстдорфська дорога
- вул. Інглезі
- вул. Дача Ковалевського
- проспект Академіка Глушка
- вул. Архітекторська

- Загальна протяжність доріг — 182,6 км;
- Дороги з удосконаленим покриттям — 109,4 км;
- Дороги з твердим покриттям — 22,9 км;
- Дороги з ґрунтовим покриттям — 50,3 км.

## Промисловість
Промисловий потенціал представлений в районі 13 підприємствами, із них державних підприємств — 1, комунальних — 2.
Основними напрямками промислово-виробничого потенціалу є:
- легка промисловість
- хімічна
- машинобудування
- теплопостачання.

### Великі підприємства району
- ТДВ завод обладнання наукомістких технологій"ЗОНТ"
- УТОС, Одеське учбово-виробниче підприємств ПОГ Українське товариство сліпих
- ТОВ «Укргазифікація-Південь»
- Одеський авіаційний завод
- КП «Теплопостачання»
- ВАТ «Пласта-Н»
- ТОВ «Телекарт-прилад»
- ТОВ «Інтерхім»
- ТОВ «Грегорі-Арбер»
- Колективне підприємство «Електроюгзапмонтаж-11»
- ТОВ «Чорноморенергоспецмонтаж»
- КП «Міськзелентрест»

## Освіта
На території району розташовані:
- 1 університет;
- 2 технікуми;
- 1 училище;
- 1 ліцей;
- 1 гімназія;
- 27 загальноосвітніх шкіл I—III ступенів, з них: 2 спеціалізовані загальноосвітні школи I—III ступенів; 8 загальноосвітніх шкіл I—III ступенів, які перебувають у приватній власності;
- 5 навчально-виховних комплексів I ступеня, із них 2 навчально-виховних комплекси I ступеня, які перебувають у приватній власності;
- 1 міжшкільний навчально-виробничий комбінат;
- 25 дошкільних навчальних закладів, із них 1 відомчий дошкільний навчальний заклад;
- 8 шкіл-інтернатів;
- 5 дитячих будинків, притулків;
- 9 позашкільних навчальних закладів.